# 池星
池星（1922年9月—），男，陕西三原人，中国漫画家，曾任中国美术家协会理事，中国美术家协会吉林分会秘书长。